# Tutto quello che ho (Mr. Rain)
Tutto quello che ho è un singolo del cantautore italiano Mr. Rain, pubblicato il 5 maggio 2015 come primo estratto dal primo album in studio Memories.

## Video musicale
Il video musicale, diretto da BRAINOFF, è stato pubblicato in concomitanza all'uscita del singolo attraverso il canale YouTube del cantautore.

## Tracce
Testi e musiche di Mattia Balardi.
1. Tutto quello che ho – 3:25